# Heartlight
Heartlight es un álbum de estudio del cantautor estadounidense Neil Diamond, publicado el 27 de agosto de 1982 por Columbia Records. 

## Lista de canciones
1. "Heartlight" – 4:25 (Neil Diamond, Burt Bacharach, Carole Bayer Sager)
2. "I'm Alive" – 3:47 (Diamond, David Foster)
3. "I'm Guilty" – 3:15 (Diamond, Bacharach, Sager)
4. "Hurricane" – 4:15 (Diamond, Bacharach, Sager)
5. "Lost Among the Stars" – 3:54 (Diamond, Bacharach, Sager)
6. "In Ensenada" – 3:49 (Diamond, Bacharach, Sager)
7. "A Fool for You" – 3:02 (Tom Hensley, Alan Lindgren)
8. "Star Flight" – 3:50 (Hensley, Lindgren)
9. "Front Page Story" – 4:29 (Diamond, Bacharach, Sager)
10. "Comin' Home" – 2:34 (Neil Diamond)
11. "First You Have to Say You Love Me" – 2:45 (Diamond, Michael Masser)